# Paul Koch
Paul Koch (ur. 7 czerwca 1966) – luksemburski piłkarz grający na pozycji bramkarza. W swojej karierze rozegrał 32 mecze w reprezentacji Luksemburga.

## Kariera klubowa
Swoją karierę piłkarską Koch rozpoczął w klubie Red Boys Differdange. Zadebiutował w nim w lidze luksemburskiej. W 1991 roku przeszedł do Aveniru Beggen. W sezonach 1992/1993 i 1993/1994 wywalczył z Avenirem dwa tytuły mistrza Luksemburga. Wraz z Avenirem zdobył także dwa Puchary Luksemburga w 1992, 1993 i 1994 roku.
Latem 1994 roku Koch przeszedł do CS Grevenmacher. W sezonach 1994/1995 i 1997/1998 sięgnął z Grevemacher po dwa krajowe puchary. W sezonie 1998/1999 grał w F91 Dudelange. Został z nim wicemistrzem kraju. W 1999 roku zakończył karierę.

## Kariera reprezentacyjna
W reprezentacji Luksemburga Koch zadebiutował 28 marca 1990 roku w przegranym 1:2 towarzyskim meczu z Islandią, rozegranym w Esch-sur-Alzette. W swojej karierze grał w: eliminacjach do MŚ 1994, do Euro 96, do MŚ 1998 i do Euro 2000. Od 1990 do 1998 roku rozegrał w kadrze narodowej 32 mecze.